# Chlorissa sachalinensis
Chlorissa sachalinensis är en fjärilsart som beskrevs av Matsumura 1925. Chlorissa sachalinensis ingår i släktet Chlorissa och familjen mätare. Inga underarter finns listade i Catalogue of Life.